# Enrique de Marchena
Enrique de Marchena y Dujarric (Santo Domingo, 13 de octubre de 1908 - 1988), fue un diplomático y compositor musical  dominicano.

## Biografía
Enrique de Marchena y Dujarric estudió en la Universidad y en el Liceo Musical en Santo Domingo. Sus maestros fueron Flérida de Nolasco (Clavicordio) mientras que Enrique Casal Chapí y Esteban Peña Morell le enseñaron composición.
Desde 1927 hasta 1941 trabaja como crítico musical para la publicación Listín Diario y es corresponsal de Musical America en Nueva York. Además era el presidente de la Unión de Compositores de la República Dominicana. 
A partir de 1945 enseña en la Universidad de Santo Domingo. Desde 1947 hasta 1954 fue embajador de la República Dominicana en Washington, y luego Delegado ante la ONU. Desde 1966 hasta 1969 fue embajador en Bonn y Suiza. 
Marchena y Dujarric compuso un poema sinfónico, una suite para orquesta, un concierto para violín y flauta, una serenata para violín y orquesta, obras de música de cámara, piezas para piano y órgano y canciones.